# Трешета
Трешета (од итал. Tressette, Tresette) је италијанска игра. Доста је популарна и лако се учи. Најчешће се игра са тршћанским картама италијанске карте (итал. Carte Triestine). Има 40 карата у једном „шпилу“. По истим основним правилима игра се трешета са акужањем (са лицитирањем и обично до 41 пунта) и без акужања (без лицитирања и обично до 31 пунта). Класичну трешету играју два играча, а често и у паровима (укупно четири играча). Постоје различите варијанте игре и правила.

## Боје
- Шпаде (мач) – (итал. Spada) — красе је две шарене параболе окренуте крацима једна према другој.
- Баштоне – (итал. Bastoni) — шест укрштених палица као што имају диригенти ватрогасног оркестра.
- Купе или „копе“ (пехар) — (итал. Coppa) — црно-црвени шестоугаони пехар.
- Динари – (итал. Danari) – два концентрична шарена круга.

На асу у свакој боји стоји по нека изрека – пословица везана за ту боју:
- – много пута игра заврши батинама
- – пријатељи су ретки када нема пара
- – игра мача се многима не свиђа
- –  чаша доброг вина даје храброст

## Мијешање и дијељење карата
Сви играчи наизмјенично, по реду, мијешају и дијеле карте. Правилно је дијелити карте у смјеру супротном од кретања казаљки на сату. Након мијешања карата, претходни дјелитељ предиже карте или "туче" (удара руком по мацу).
Ако су карте предигнуте, дјелитељ дијели по 5 карата сваком играчу наизмјенично, укупно 10 карата свакоме.
Ако су карте тучене (нису предигнуте), дјелилац (зависно од локалног обичаја) бира хоће ли дијелити по 5 или 10 карата сваком играчу.

## Правила игре
Постоје 4 зога (или локално јога): купе (копе), бате (баштоне), шпаде и динаре. Унутар сваког зога постоје карте од броја 1-7 и од 11-13. Унутар једног зога, најјача је трица (3), па дуја (2), ас (1), краљ (13), коњ (12), фанат (11) и даље од седмице (7) према четворки (4).
Када четири играча играју у паровима, сваки играч добије десет карата. Како играчи долазе на ред, а прије него што одиграју карту, могу звати акужу. Играчи бацају по једну карту наизмјенично, док сви не баце, а затим најјача страна покупи бачене карте. Тиме је завршила једна "рука" те партије. Сљедећу руку започиње играч који је "узео" претходну руку најачом картом.
Када играју два играча, 20 карата окренутих према столу остаје у мацу. Након сваке руке сваки играч, почевши од побједника те руке, "пешка" (узима) по једну карту с маца и започиње нова рука, и тако док се не одиграју све карте. Добивена карта показује се противнику. Игру започиње играч којему су првом подијељене карте. Бачена карта представља зог у којему се игра та рука, те су играчи дужни одговарати, односно бацити карту из истог зога, уколико је имају. Играч с најјачом картом у зогу у којем се игра та рука, купи карте, први узима нову карту с маца и започиње нову руку. Прва бачена карта може се "убити" само јачом картом истог зога.
Специфичност игре у паровима је та да комуникација није допуштена за цијело вријеме игре, осим 2 унапријед договорена знака. То су тучем (буссо, пико) и стришо. Ова два знака смије показати (рећи) само онај играч који први баца карту ту руку. Комуникација се тијеком игре одвија тако да играчи прате што противници и њихов партнер бацају, посебно у "шкарат" (када немају за одговарати у истој боји па су присиљени бацати карте других боја). На темељу бачених карата и одвијања игре процјењују у којој је боји јак њихов партнер, односно противник.
Тучем значи "убиј најјачом картом (тог зога, очито) и врати у исти зог". Користи се када први играч има два од три адута (ас, дуја, трица) те он с тим "пита" суиграча је ли у њега трећи. Играч туче и када има само једну јаку карту у некој боји, али може развити игру ако му падну друге јаке карте. Туче се и при крају партије, када играч зна у којој је боји јак његов партнер, али не може му доћи у ту боју па га тражи да баци пунте како не би пропали.
Стришо има више значења. У лаичкој варијанти значи "који зог хоћеш да ти вратим? тј. у којем зогу си јак?", но нити један иоле озбиљан играч стришо не употребљава у ову сврху јер тиме губи једну "фрањку" (сигурну) карту. Стришо у озбиљној игри може значити "доћ ћу ти", односно играч који баца тиме говори партнеру да зна гдје је јак и да ће му када изигра своје карте доћи у његову боју. Такође, стришо говори играч када не жели да партнер узме његову карту. У том случају партнер треба бацити што мању карту као знак да има најјачу карту у тој боји и да жели да се та боја опет одигра.

## Бројање пуната
Три беле чине 1 пунат. Ас се броји као 1 пунат (бод), трица и двица вриједи 1 белу, а карте 4-7 зову се "лишине" или "шкарт" и не доносе пунте. Краљ, коњ и фанат вриједи 1 белу. У картама има 10 и ⅔ пуната и један невидљиви пунат ултима што значи да у игри има укупно 11 пуната, при чему задњи пунат ултиму добије играч који носи задњу руку.
Игра се на до 31 пунат (без акужавања) или до 41 пунат (с акужањем).
Резултати који се могу добити пребројавањем пуната су:
```
   0 - 11 зависно ко добије може бити и 11 - 0 (ова побједа се често у неким крајевима назива и капот)
   1 - 10 = 10 - 1
   2 - 9 = 9 - 2
   3 - 8 = 8 - 3
   4 - 7 = 7 - 4
   5 - 6 = 6 - 5
```